# Les Marolles (barrio de Bruselas)
Les Marolles (en neerlandés: de Marollen) es un barrio popular, histórico y turístico de Bruselas que se extiende desde el Palacio de Justicia, en la plaza Poelaert, a la Iglesia de Nuestra Señora de la Capilla.

## Descripción

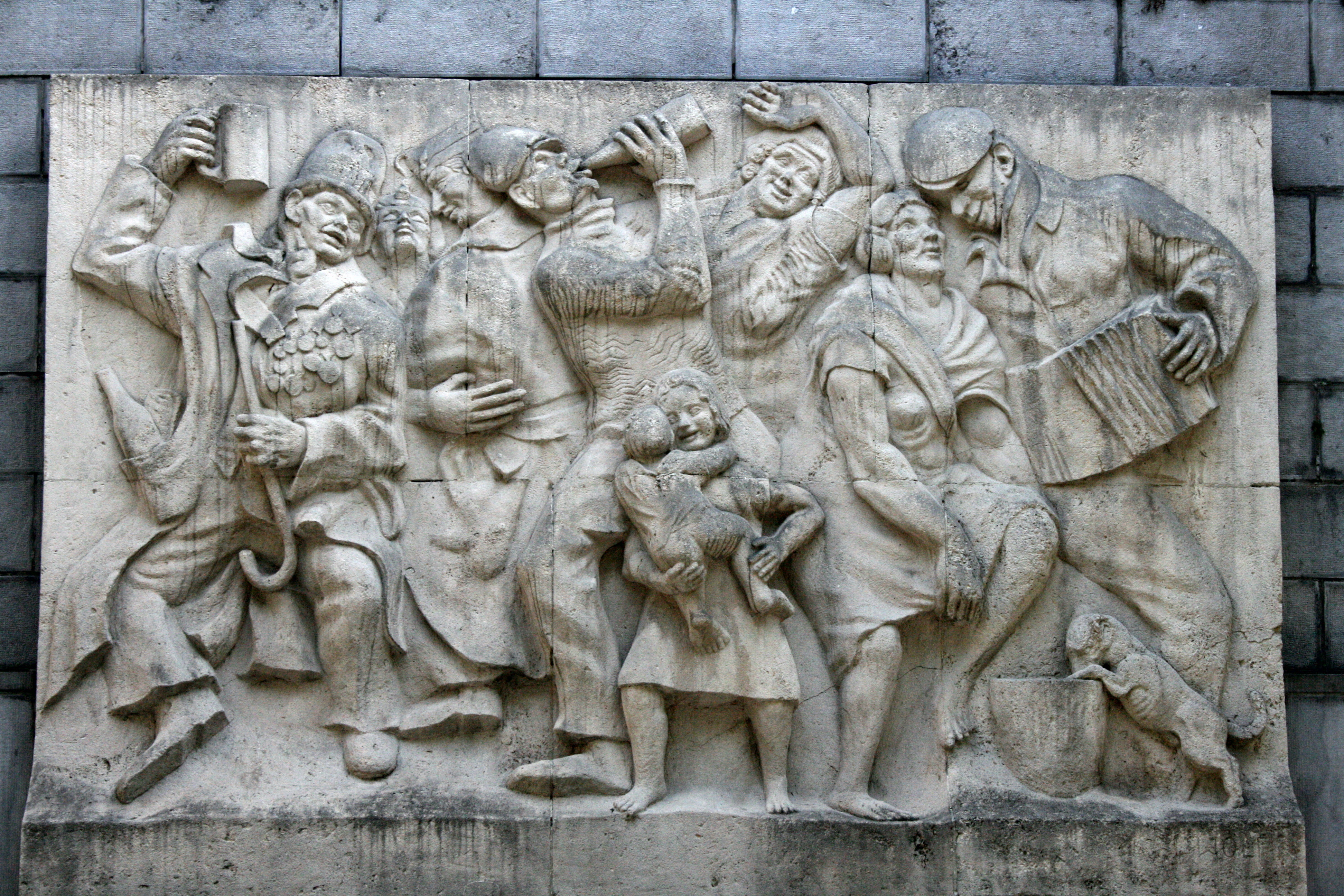
Monumento a los vivos, en la calle Faucon

El barrio de Marolles no tiene entidad administrativa. Acoge a clases desfavorecidad de la capital, pero también a personas de espíritu libre. En homenaje a su ambiente contestatario y festivo, el escultor Maurice Wolf realizó el «Monumento a los vivos», inaugurado por el burgomaestre Adolphe Max en 1933. En este barrio es también donde comenzaron las luchas urbanas por una renovación respetuosa del tejido urbano y social. Actualmente, la zona está habitada por artesanos, trabajadores autónomos y ancianos. Más de un tercio de las viviendas son sociales, aunque el barrio muestra una tendencia a la gentrificación.
En el barrio se encuentra la plaza del Jeu de Balle, muy conocida por su mercado de pulgas, que tiene lugar todas las mañanas, además de la rue Haute y la rue Blaes, tachonadas de brocantes y anticuarios.
También forma parte del barrio el Hospital de Saint-Pierre, que comenzó siendo una leprosería en la Edad Media. Reconstruido en varias ocasiones a lo largo de su historia, hoy es un gran hospital moderno, renovado de nuevo a principios del siglo XXI, entre cuyos objetivos está el de proporcionar cuidados a los más desfavorecidos para que todos tengan acceso a una sanidad de calidad.

## Etimología
El barrio de Marolles debe su nombre a la congregación de las hermanas Apostolinas, que socorrían a las prostitutas, numerosas en la zona durante el siglo XVII. Esta congregación también era conocida por el nombre latino de Mariam Colentes («Las que alaban a la virgen María»). A lo largo de los años, este nombre derivará en «Maricoles» y después en «Marolles». Cuando las hermanas dejaron el barrio en 1715 para establecerse en el quai au Foin, el nombre siguió vinculado a la zona: la actual rue de Montserrat se llamaba rue des Marolles (op de Marollen en la lengua de Bruselas).

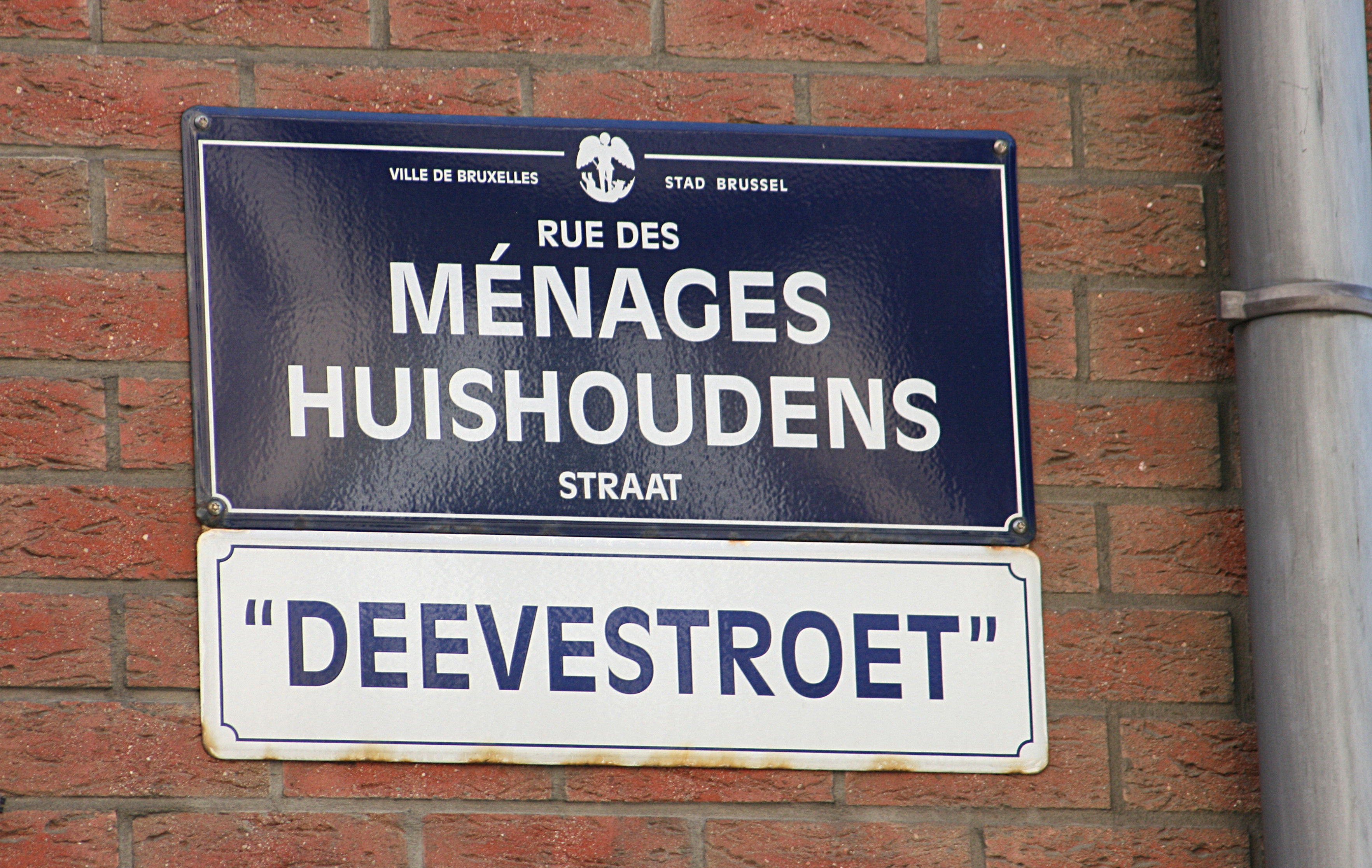
Rue des Ménages o Deevestroet, que significa «calle de los ladrones» en el dialecto de Marolles

En las placas de las calles del barrio, junto al nombre oficial en francés y neerlandés, se encuentra a menudo el nombre popular en dialecto de Marolles; se trata en realidad del dialecto de Brabante, una variante del holandés, que se hablaba previamente en toda Bruselas y que fue sustituido a mediados del siglo XX en gran medida por el francés, quedando reducido prácticamente a este barrio.

## Historia
En el siglo XIII, el futuro barrio de Marolles se situaba en el exterior de la primera muralla de Bruselas. Más allá de una de las puertas de esta muralla, llamada Steenpoort, había un barrio de tejedores, alrededor de la iglesia de Nuestra Señora de la Capilla. En esta época, los patricios que gobernaban la ciudad temían las revueltas de esta dinámica población y preferían mantenerlos fuera del recinto amurallado, cuyas puertas se cerraban por la noche. Más allá de ese núcleo, un camino despoblado ─la futura rue Haute─ conducía hasta una leprosería situada en la ubicación del actual hospital Saint Pierre.
El 23 de julio de 1360, los patricios, que habían oído rumores de que los artesanos de la Chapelle, apoyados por los carniceros, tramaban un complot para exterminarlos, se alzaron en armas. Primero masacraron a los carniceros, que vivían en la ciudad, y luego atacaron a los tejedores, que intentaban incendiar la Steenpoort para poder entrar en la ciudad. Los patricios quemaron primero sus casas, y después, atacando por la espalda, mataron a muchos de ellos.
En 1405, un incendio destruyó el barrio de la Chapelle, destrozando 2400 viviendas y 1400 talleres de telares.
Los límites del futuro barrio de Marolles comenzaron a dibujarse a finales del siglo XIV, tras la construcción de la segunda muralla de Bruselas: el barrio quedó bien delimitado por la primera muralla al norte y la segunda al sur, y de este a oeste, a lo largo de la vertiente oriental del río Senne, aproximadamente desde la segunda muralla a los terrenos pantanosos que bordean el río. La rue Haute constituía la espina dorsal del barrio, que se pobló poco a poco. Como muestra el plano de Deventer, de 1550, buena parte del barrio era aún terreno rural en el siglo XVI: solo la rue Haute se ve totalmente jalonada de edificios hasta la puerta de Hal.
A finales del siglo XVI, la parte de Marolles que atraviesa la rue des Minimes, llamada en esa época «Bovendael», era muy frecuentada por prostitutas. En 1597, las calles de l'Épée y de l'Éventail, que unían la rue des Minimes a la rue Haute comenzaron a cerrarse por la noche con el fin de «expulsar de la rue Haute a las mujeres de mala vida y a sus clientes que pueblan Bovendael y sus alrededores»
Contrariamente a lo que se cree, la rue Haute no ha sido siempre una arteria popular: en los siglos XVII y XVIII, la nobleza y la burguesía se hicieron construir bellas mansiones en esa calle. En el siglo XIX, la revolución industrial modificó la fisionomía de Marolles.
En 1863, para construir el palacio de justicia, se expropió a 75 propietarios de esta parte de Marolles que tenían sus casas en el lugar elegido. Los habitantes, cerca de una centena, fueron realojados en una ciudad jardín construida por Poelaert en el barrio de Chat, en Uccle.
Recordemos que el propio Poelaert vivía en el centro de Marolles, en la rue des Minimes, en una casa aledaña a sus grandes oficinas y talleres, que comunicaban con la vivienda.
En 1883, para protestar contra la carestía de la vida, los habitantes de Marolles saquearon el Palacio de Justicia de Bruselas. En 1897, la prensa se hizo eco del caso Courtois: una acomodada anciana residente en la comuna de Ixelles fue asesinada por Alexandre Courtois, que había sido comisario adjunto de Marolles.

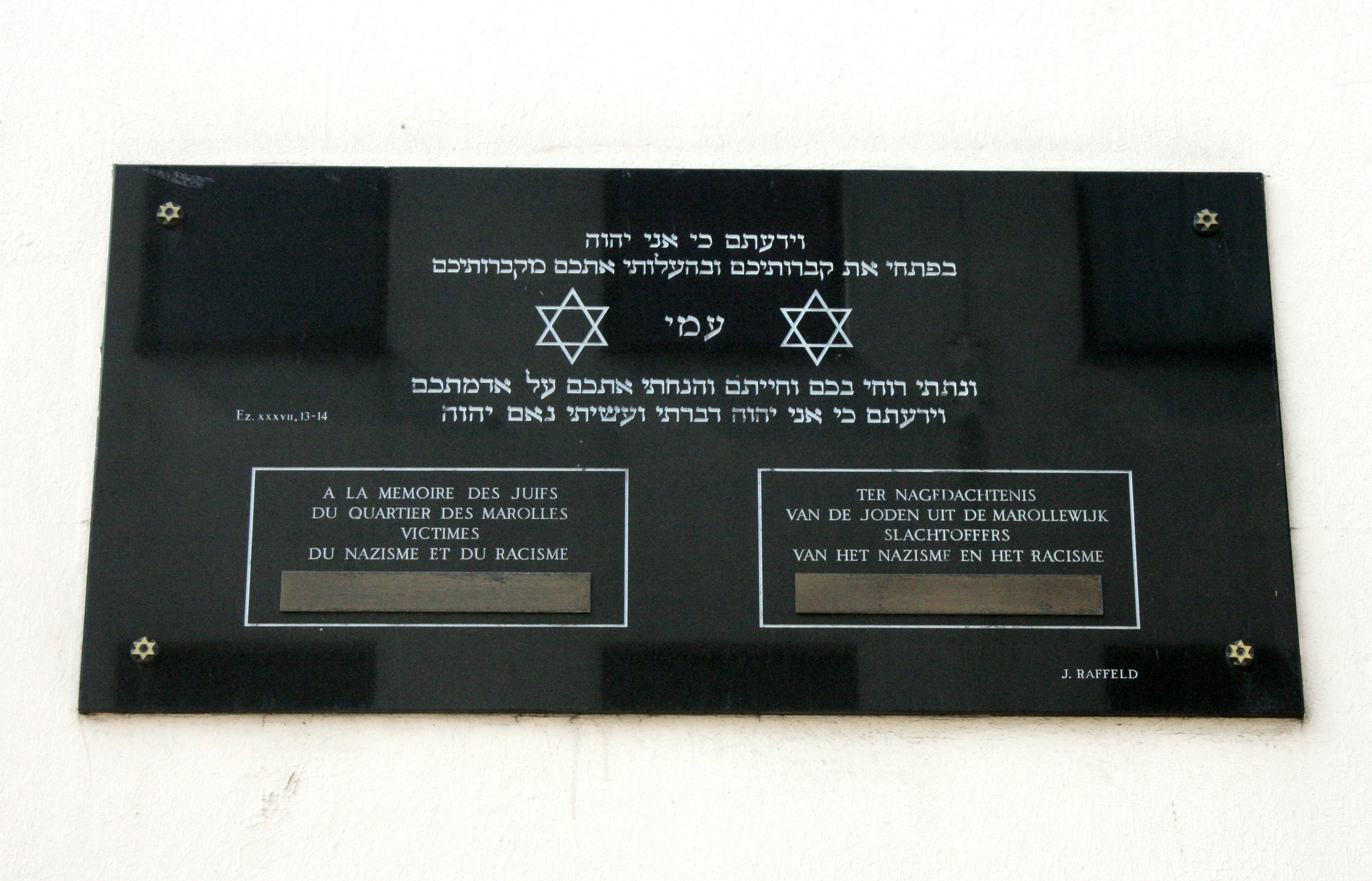
Placa conmemorativa en la rue de Lenglentier

En Marolles vivían muchas personas de confesión judía cuando comenzaron las detenciones perpetradas por los nazis en el verano de 1942. Muchos de ellos habían llegado huyendo de los pogromos que se produjeron tras la Revolución rusa de 1905. Entre 1933 y 1938 se les unieron muchos judíos alemanes después de que Hitler ascendiera al poder. En esta época, su población se estimaba en unas 3000 personas. Se construyó una sinagoga en la rue Lenglentier, donde una placa conmemorativa recuerda las deportaciones a los campos de concentración.

## Lugares insólitos y notables del barrio

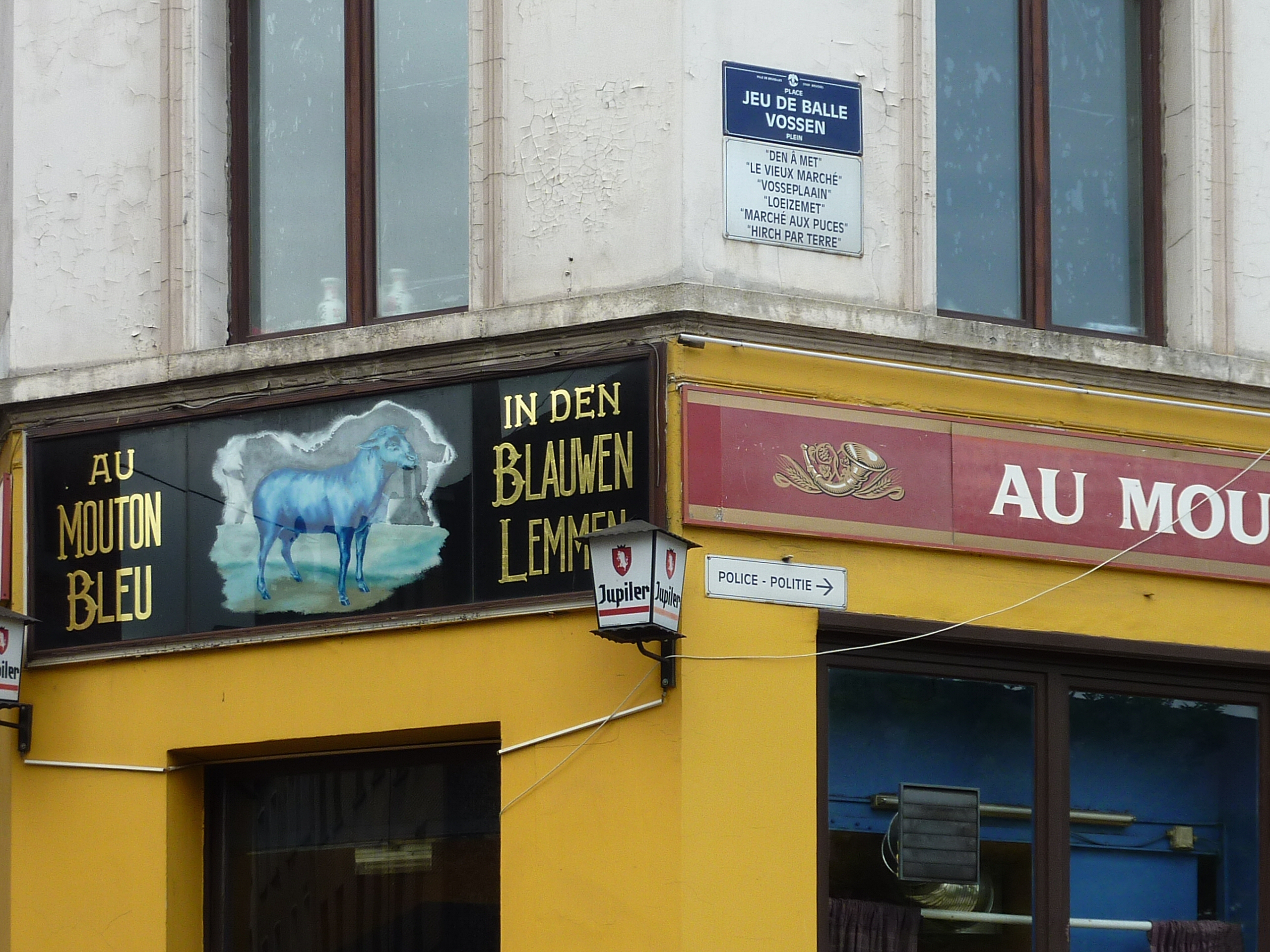
Esquina de la plaza del Jeu de Balle

- La iglesia de Nuestra Señora de la Capilla

- La iglesia de san Juan y san Esteban de los Minimes

- La place du Jeu de Balle

- Los Baños de Bruselas, en activo desde 1953, en rue du Chevreuil

- El Palacio del vino, antiguo comercio de vino rehabilitado por el Centro Público de Acción Social (CPAS)

- El Hospital de Saint-Pierre, construido sobre la ubicación de un antiguo lazareto

- El jardín de infancia n.°15 de la villa de Bruselas o jardín de infancia Catteau-Aurore, en rue Saint-Ghislain, construido por Victor Horta.

- El Monte de Piedad, rue Saint-Ghislain 21, único establecimiento de este tipo que queda en Bélgica

- El museo del CPAS de Bruselas, en la rue Haute 298A

- La ciudad Hellemans, un conjunto de viviendas sociales de principios del siglo XX, conocido como «viejos bloques», en contraste con los «nuevos bloques», complejo de viviendas sociales construido por Charles Van Nueten entre 1952 y 1965

- El Instituto Diderot, antigua escuela normal Émile André, en rue des Capucins, construida por Henri Jacobs.

## Celebridades de Marolles
- Alexandre Courtois, asesino, excomisario de Marolles.

- Joseph Poelaert, célebre arquitecto que vivía en el centro de Marolles, en una casa en rue des Minimes, adyacente y comunicada con sus oficinas[10]

- Toots Thielemans, músico

- Jacques Van der Biest, sacerdote católico, conocido como el «cura de Marolles» por su implicación en la defensa del barrio y de sus habitantes

- El financiero y periodista Léopold Pels (1853-1938), corredor de bolsa en Bruselas, que escribía artículos en francés y en el dialecto de Marolles bajo el pseudónimo "Bazoef".